# Tadorna
Tadorna is een geslacht van vogels uit de familie eenden, ganzen en zwanen (Anatidae). Het geslacht telt zes soorten, waarvan een vermoedelijk is uitgestorven.
Het is een groep van grotere watervogels die ook vaak op het land te vinden zijn, met soorten die afkomstig zijn uit de Oude Wereld en Australië. Qua morfologie zitten ze in feite ergens tussen eenden en ganzen. Het vrouwtje is doorgaans wat lichter gekleurd dan het mannetje bij deze soorten. Hun dieet bestaat uit kleine ongewervelden, grassen en watervegetatie.

## Soorten
- Tadorna cana – Grijskopcasarca
- Tadorna ferruginea – Casarca
- Tadorna tadorna – Bergeend
- Tadorna tadornoides – Australische bergeend
- Tadorna variegata – Paradijscasarca

### (waarschijnlijk) uitgestorven
- † Tadorna cristata – Kuifcasarca